# Patrick Kristensen
Patrick Kristensen, född 28 april 1987 i Silkeborg, är en dansk före detta fotbollsspelare som spelade för Aalborg BK under hela sin seniorkarriär. 

## Karriär
Kristensen gick som junior till AaB från samarbetsklubben Storvorde. Han debuterade för AaB som 18-åring i oktober 2005.
Kristensen gjorde den 15 oktober 2009, i en match mot Brøndby IF, AaB's 1000:e mål i Superligaen. Han förlängde i mars 2013 sitt kontrakt med AaB fram till sista juni 2016. Kontraktet har sedan förlängts även över följande säsong. I mars 2018 skrev Kristensen på ett nytt tvåårskontrakt med AaB. I juli 2020 meddelade Kristensen att han avslutade sin fotbollskarriär. Han spelade totalt 367 tävlingsmatcher och gjorde 11 mål för klubben.